# Henriëtte Holthausen

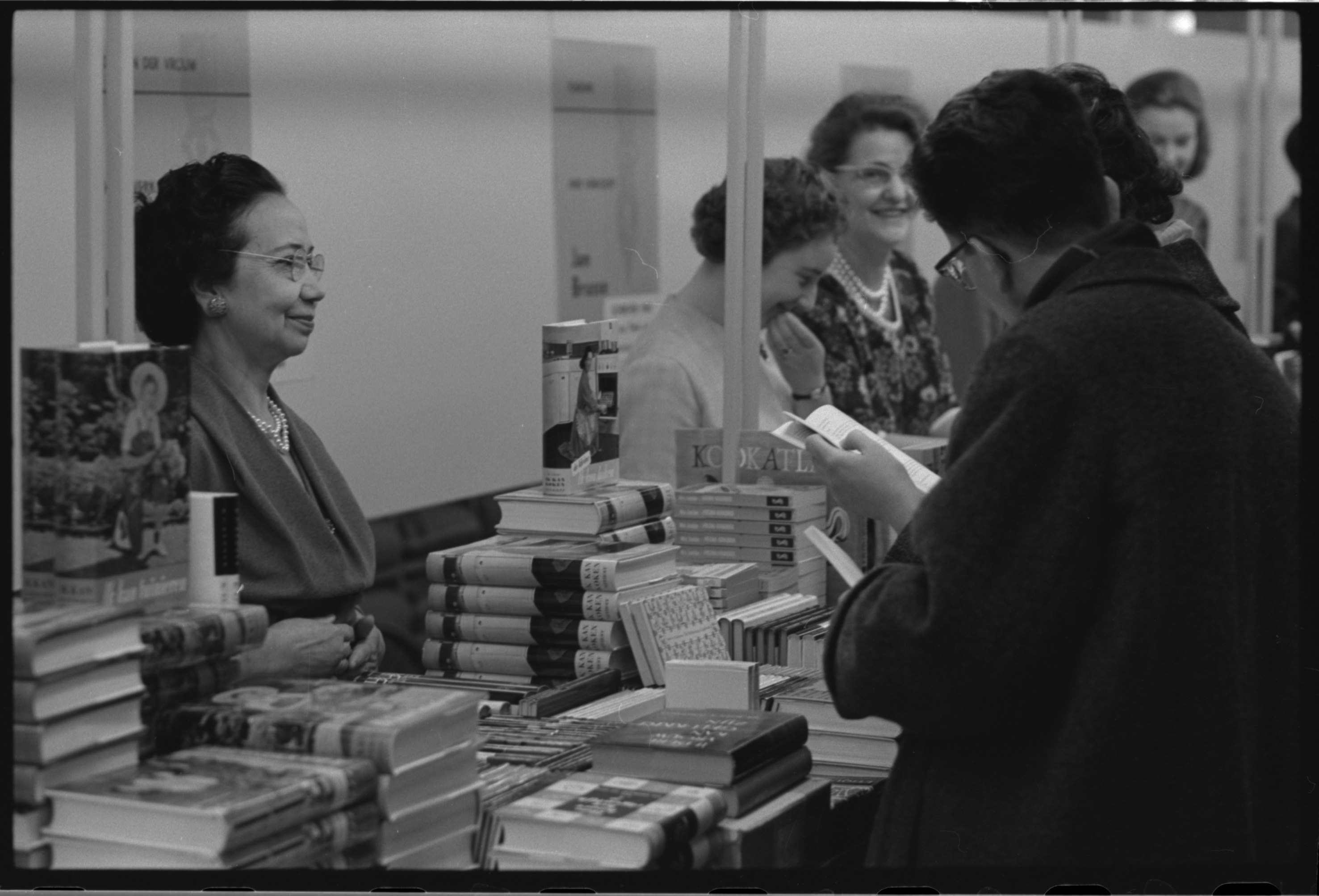
Boekenweek in Bijenkorf Rotterdam, 1961. Dames bij een kraam met kookboeken. Rechts Henriette Holthausen.

Justine Sophie Henriëtte Holthausen (Mulhouse, 21 mei 1908 – Rotterdam, 14 december 1982) was een Nederlands culinair journaliste die vooral faam verwierf als schrijfster van kookrubrieken en kookboeken.
Holthausen stamde uit een rooms-katholiek gezin. Haar vader was chef-kok. Haar eerste levensjaren bracht zij door in de Elzas. In 1916 vluchtte het gezin ten gevolge van de Eerste Wereldoorlog naar Nederland. In Rotterdam werd haar vader leidinggevende van het Coomans Bristol Hotel. Ze bezocht in Rotterdam de HBS, waarna ze in Lausanne twee jaar op een elitair internaat zat. Vervolgens studeerde zij piano op het conservatorium. Ook volgde ze een opleiding tot tolk.
Vanaf haar jeugd had Holthausen een belangstelling voor culinaire zaken. Na de dood van haar vader in 1954 begon ze onder het pseudoniem Mickey Woodhouse een kookrubriek in de Nieuwe Rotterdamse Courant met als titel "Meisje kun je koken?". Onder de gelijknamige titel verscheen in 1961 een kookboek, dat vele drukken beleefde. Het voorwoord van de eerste druk was nog gericht aan de "beste lezeressen". Daarin valt te lezen:
In dit boek wil ik de culinaria zo eenvoudig beschrijven dat het meest onervaren jonge huisvrouwtje, maar ook het jonge meisje dat thuis voor haar moeder kookt, heerlijk smakende gerechten op tafel kan brengen
Een jaar later verscheen al een nieuwe druk, waarin Holthausen het voorwoord aanpaste:
Alhoewel ik dit boek als het ware heb opgedragen aan het meisje, was dit eigenlijk niet de bedoeling. Dit boek is bestemd voor eenieder - vrouw, man jongen of meisje - die zelf wil koken op een eenvoudige, zij het ietwat revolutionaire wijze
Opvallend is dat Holthausen in haar eerste kookboek de lezer tutoyeert. Evenzeer opmerkelijk is dat ze in alle recepten, waar nodig, margarine voorschrijft.
Holthausen schreef daarna nog meer kookboeken, waaronder Hij, zij en de keukenpan. Ook publiceerde ze in 1976 een vegetarisch kookboek.
Ze was twee keer getrouwd: eerst met een autofabrikant met wie ze de liefde voor autoracen deelde, daarna met een medicus.
- Biografisch Portaal: 15247968
- CiNii: DA16819026
- International Standard Name Identifier: 0000 0003 9648 7337
- Nationale Bibliotheek van Israël: 987007387536605171
- Nederlandse Thesaurus van Auteursnamen: 071139621
- Virtual International Authority File: 291452443
- WorldCat: E39PBJvH7xrDJhKJJy43WkG4MP